# Zasilni pristanek na vodi
Zasilni pristanek na vodi (angleško ditching) je vrsta zasilnega pristanka, pri katerem zrakoplov zaradi okvare sistemov (po navadi motorjev) pristane na vodi, npr. morju, jezeru ali reki. Letala, ki imajo uvlačljivo pristajalno podvozje, pristanejo z neizvlečenim podvozjem – t. i. pristanek na trebuhu.